# Cephaloziella minutifolia
Cephaloziella minutifolia là một loài rêu trong họ Cephaloziellaceae. Loài này được Horik. mô tả khoa học đầu tiên năm 1934.